# Zugot
Zugot (em hebraico:  זוגות, lit. Pares) O Pirkei Avot descreve cinco pares de lideres no período do Segundo Templo, foram situados entre o tempo dos Profetas e os Tannaim, onde, um exercia o cargo de presidente (Nasi) e outro de vice-presidente (av beit din) do Sanhedrim (Beit Din HaGadol). Embora a crítica moderna apoie que boa parte dos relatos do Talmud sejam anacronismos, esse relato descreve como os judeus que apoiavam os gregos (Veja: Selêucidas), assumiram o controle da instituição religiosa do Cohen Gadol e instituíram seus partidários neste setor (av bet din que é equivalente ao presidente do STF no Brasil), o que levou os lideres religiosos a instituírem um Nasi (Príncipe que é equivalente ao Presidente), para oferecer uma contraposição à corrupção da casca sacerdotal que estava sendo instaurada no Templo. E está é a base para o conflito posterior entre Saduceus e Fariseus.
|  |

## Lista dos Zugot
Estes são os cinco pares de rabinos que eram conhecidos como zugot:
1. Yosef ben Yoezer, e Yosef ben Yohanan
que floresceram na época das guerras de independência dos Macabeus
2. Yoshua ben Perachyah, e Nittai de Arbela
na época de João Hircano um dos reis da dinastia dos Asmoneus.
3. Yehudah ben Tabbai, e Shimon ben Shetach
na epoca de Alexandre Jannæus e da rainha Salome Alexandra
4. Shemaya, e Avtalion
na época de Hircano II
5. Hilel, e Shammai
na época de Herodes